# Lockheed Air Express
O Lockheed Air Express foi a segunda aeronave criada pela Lockheed após sua fundação em 1927; o primeiro modelo voou em Abril  de 1928.

## Descrição
O projeto do Air Express incorporou a fuselagem original do Vega, mas para cumprir os requisitos da Western Air Express, a asa foi elevada para uma asa parasol sobre a fuselagem e a cabine de pilotagem foi movida para trás da asa, enquanto que um motor Pratt & Whitney Wasp mais potente foi colocado para facilitar as operações sobre as montanhas de Serra Nevada (Estados Unidos). O projeto foi um sucesso comercial para a empresa apesar de apenas sete aeronaves terem sido construídas, além de um Air Express Special.
Nenhum Air Express sobreviveu até os dias de hoje. Um, matriculado NR3057, foi voado por Roscoe Turner, famoso aviador e recordista americano.

## Variantes
Lockheed 3 Air ExpressAeronave de transporte de passageiros e correios de único motor, com 4 a 6 assentos em uma cabine fechada, sendo capaz de carregar até 454 kg de correio, motorizado por um motor a pistão de 410-hp (306-kW) Pratt & Whitney Wasp; sete aeronaves construídas.
Air Express SpecialUma versão construída para a aviadora Laura Ingalls, que faria um voo trans-atlântico sem paradas em 1931; uma aeronave construída.

## Operadores

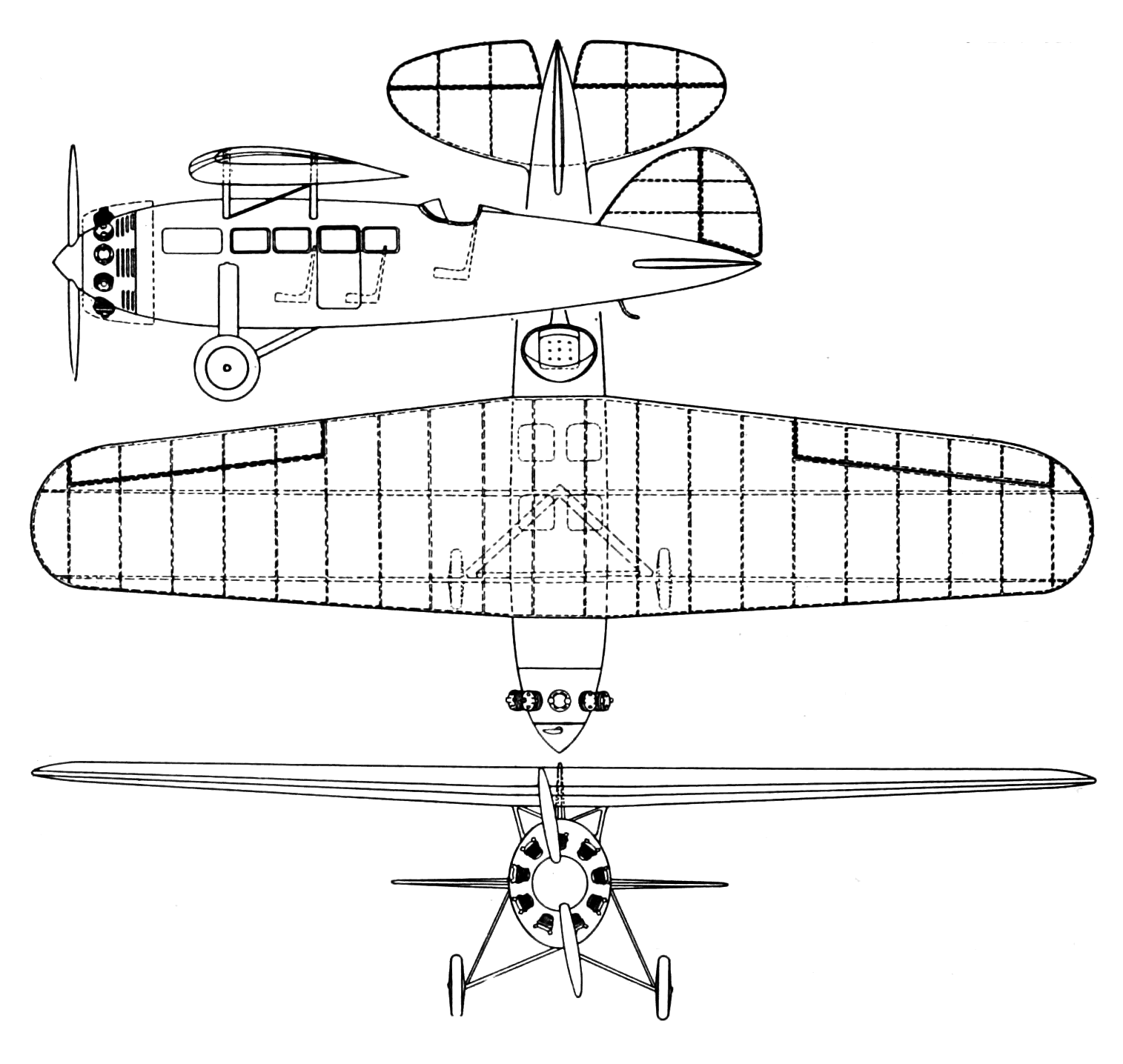
Lockheed Air Express 3-view drawing from Aero Digest March 1929

Brasil
- Panair do Brasil

 Estados Unidos
- American Airways
- New York-Rio-Buenos Aires Line
- Pan American World Airways
- Texas Air Transport
- Western Air Express